# Bourha
Bourha (anciennement Bourrha) est une commune du Cameroun située dans la région de l'Extrême-Nord et le département du Mayo-Tsanaga, entre les montagnes des monts Mandara, à proximité de la frontière avec le Nigeria.
La ville est proche de montagnes constituées de rochers. Les activités au quotidien sont principalement l'agriculture, l'élevage, le commerce et la poterie. La ville est limitée à l'ouest par le Nigeria, au nord par le canton de Guili, à l'est par le lawanat de Gamboura et au sud par le canton de Tchévi.
La ville de Bourha est dans une zone touristique. c'est une zone où les activités agropastorales font la richesse de l'arrondissement.

## Population
Lors du recensement de 2005, la commune comptait 88 585 habitants, dont 8 542 pour Bourha Ville.

## Structure administrative de la commune
Outre Bourha proprement dit, la commune comprend notamment les villages suivants :
- Boukoula
- Djeki
- Djimi
- Douva
- Fihael
- Gamboura
- Guili
- Haou-Guili
- Kissam
- Kolerbessi
- Koussidi
- Lamordé III
- Lik-Lik
- Maboudji
- Mahaou
- Mazavou
- Mbola
- Mitchimi
- Moudi
- Movoi
- Ngonga
- Nguever
- Oudda
- Passa
- Soua
- Tchevi
- Tchilti
- Teleki
- Watir-Guili
- Wazla
- Wolbana
- Wouro Kesseme
- Yemi-Yemi
- Youmdoung
- Zahoura
- Zoumbouda
- Zouvou